# Delfinen (film)
Delfinen er en dansk kortfilm fra 2017 instrueret af Laurits Munch-Petersen.

## Handling
Anna forlader sin mand i bilen og går tilbage for at hente deres 7-årige søn Robert. Sønnen er meget glad for at se sin mor, og Anna tager ham på en fantastisk rejse til stranden, hvor de skal færdiggøre hans svømmekursus Delfinen. De genlever en masse gode, gamle minder fra deres tidligere ture, men noget er galt, og først da Anna og Robert når ud at svømme, bliver Anna konfronteret med realiteterne…

## Medvirkende
- Pernille Andersen, Anna
- Viktor Andersen, Robert
- Thure Lindhardt, Peter
- Iben Dorner, Politikvinde
- Thomas Ernst, Politimand
- Line Hesdam, Butiksekspedient
- Laurits Munch-Petersen, Togkontrollør
- Oliver Ussing, Skolelærer
- Anna Backer, Gravid kvinde
- Tivi Magnusson, Mand med hund
- Camilla Søeberg, Kyssende kvinde
- Tom Hale, Kyssende mand